# Swetosław Petrow
Swetosław Petrow (ur. 12 lutego 1978) – bułgarski piłkarz, grający na pozycji pomocnika, oraz trener piłkarski.

## Kariera piłkarska
Jest wychowankiem Dobrudży Dobricz, gdzie występował do dwudziestego pierwszego roku życia. Odszedł z tego klubu, po tym, jak w sezonie 1999–2000 nie zdołał utrzymać się w ekstraklasie. Trafił do znacznie bardziej utytułowanego CSKA Sofia, w którym grał przez kolejne cztery lata. Zaowocowały one tylko jednym mistrzostwem kraju, zdobytym w rozgrywkach 2002–2003 pod wodzą Stojczo Mładenowa. Ponadto w tym okresie CSKA raz zajęło drugie miejsce w lidze i dwukrotnie dotarło do finału Pucharu Bułgarii.
W tym czasie Petrow zadebiutował także w reprezentacji Bułgarii, którą prowadził - przed przyjściem do CSKA - Mładenow. Po raz pierwszy wystąpił w kadrze w towarzyskim spotkaniu z Algierią (2:1), 14 listopada 2000, kiedy w 66 minucie zmienił na boisku Todora Janczewa. Później zagrał w kilku spotkaniach eliminacji do Mundialu 2002. Z jego usług zrezygnował w 2003 roku następca Mładenowa, Płamen Markow.
Po rozstaniu z reprezentacją i CSKA Petrow grał w Rosji, Azerbejdżanie, Chinach i słabszych klubach bułgarskich. W sezonie 2009–2010 powrócił do CSKA, jednak niedługo później postanowił zakończyć piłkarską karierę.

## Sukcesy piłkarskie
- mistrzostwo Bułgarii 2003, wicemistrzostwo Bułgarii 2001 i 2010, finał Pucharu Bułgarii 2002 i 2004 z CSKA Sofia

## Kariera szkoleniowa
Działalność szkoleniową rozpoczął 20 grudnia 2010, kiedy został włączony do sztabu nowego trenera CSKA Sofia i swojego starszego kolegi z czasów gry w tym klubie, Milena Radukanowa. Petrow został jego asystentem. W pierwszym sezonie swojej pracy doprowadzili CSKA do trzeciego miejsca w lidze oraz - pierwszego od pięciu lat - zwycięstwa w Pucharze Bułgarii.